# Mądry (herb szlachecki)

Herb

Mądry (Mondri, Mondry, Mądry-Dąbrowski, Poraj odmienny) – polski herb szlachecki, odmiana herbu Poraj, używany przez rodzinę osiadłą na Kaszubach.

## Opis herbu
W polu róża czteropłatkowa. Barwy nieznane. Bezpośrednio na tarczy korona.

## Najwcześniejsze wzmianki
Opis i wizerunek herbu odnaleziony w 1905 roku w Archiwum Gdańskim przez Wojciecha Kętrzyńskiego.

## Herbowni
Mądry (Mondri, Mondry, Mądry-Dąbrowski).

## Rodzina Mądry-Dąbrowski
Nazwisko Mądry to najwcześniej notowane nazwisko właścicieli wsi Czarna Dąbrowa. Rodzina ta była licznie rozgałęziona w ziemi bytowskiej i przyjmowała różne odmiejscowe nazwiska, ale Mądry-Dąbrowski poświadczone jest dopiero w 1723 roku. Jakiś przedstawiciel tego rodu przyjął prawdopodobnie na przełomie XVIII i XIX wieku herb Dąbrowski.